# (937) Bethgea
(937) Bethgea es un asteroide perteneciente al cinturón de asteroides descubierto el 12 de septiembre de 1920 por Karl Wilhelm Reinmuth desde el observatorio de Heidelberg-Königstuhl, Alemania.
Está nombrado en honor del poeta alemán Hans Bethge (1876-1946).

## Características orbitales
Bethgea forma parte de la familia asteroidal de Flora.